# کرایپاو
کرایپاو (به آلمانی: Kreypau) یک منطقهٔ مسکونی در آلمان است که در لوینا واقع شده‌است.
 کرایپاو  ۳۳۷ نفر جمعیت دارد.